# لسال (خودرو)
لسال یا لاسال (به انگلیسی: LaSalle) شرکت خودروسازی آمریکایی بود، که در سال ۱۹۲۷ توسط آلفرد پی اسلون تأسیس شد.